# Солонгелло
Солонгелло, Солонґелло (італ. Solonghello, п'єм. Slonghé) — муніципалітет в Італії, у регіоні П'ємонт,  провінція Алессандрія.
Солонгелло розташоване на відстані близько 500 км на північний захід від Рима, 50 км на схід від Турина, 36 км на північний захід від Алессандрії.
Населення — 224 особи (2014).
Щорічний фестиваль відбувається 30 листопада. Покровитель — Андрій Первозваний.

## Демографія
Населення за роками:

Станом на 1 січня 2023 року в муніципалітеті офіційно проживало 18 іноземців з 2 країн, серед них 18 громадян країн Євросоюзу.

## Сусідні муніципалітети
- Каміно
- Момбелло-Монферрато
- Понтестура
- Серралунга-ді-Креа